# Bolton-by-Bowland
Pour les articles homonymes, voir Bolton.
Bolton-by-Bowland est un village et une paroisse civile du Lancashire, en Angleterre.